# Kuwanimyia conspersa
Kuwanimyia conspersa är en tvåvingeart som beskrevs av Townsend 1916. Kuwanimyia conspersa ingår i släktet Kuwanimyia och familjen parasitflugor. Inga underarter finns listade i Catalogue of Life.